# Limatulichthys
Limatulichthys is een monotypisch geslacht van straalvinnige vissen uit de familie van de harnasmeervallen (Loricariidae).

## Soort
- Limatulichthys griseus (Eigenmann, 1909)